# Håndarbejde Nu (blad)
Tidsskriftet Håndarbejde nu var organ for Danmarks Håndarbejdslærerforening 2011-2014/15.
Det var en fortsættelse af fagbladet Håndarbejde i skolen (1965-2011). Ved fusionen af fagene sløjd og håndarbejde i folkeskolen blev bladene SLØJD og Håndarbejde nu videreført som Håndværk & Design fra 2015. 